# Triola (firma)
Triola je český výrobce dámského spodního prádla a plavek. Od založení v roce 1919 zůstává českou značkou i firmou. Má sídlo v Praze a výrobní závod v Horním Jiřetíně. Od roku 2005 vyrábí také dámské a pánské plavky. 

## Historie značky

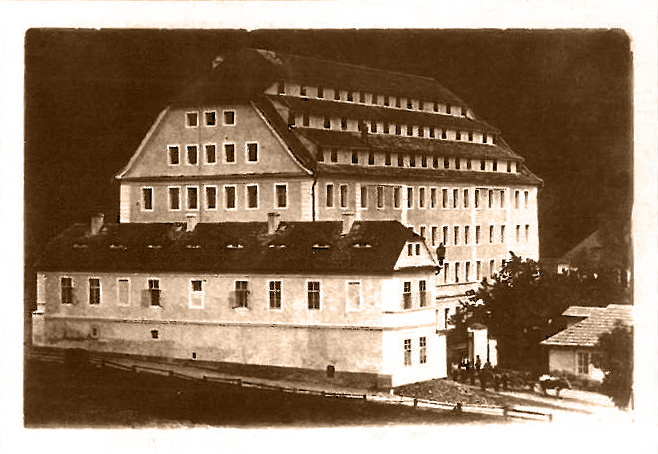
Fabrika Triola v Horním Jiřetíně před rokem 1900

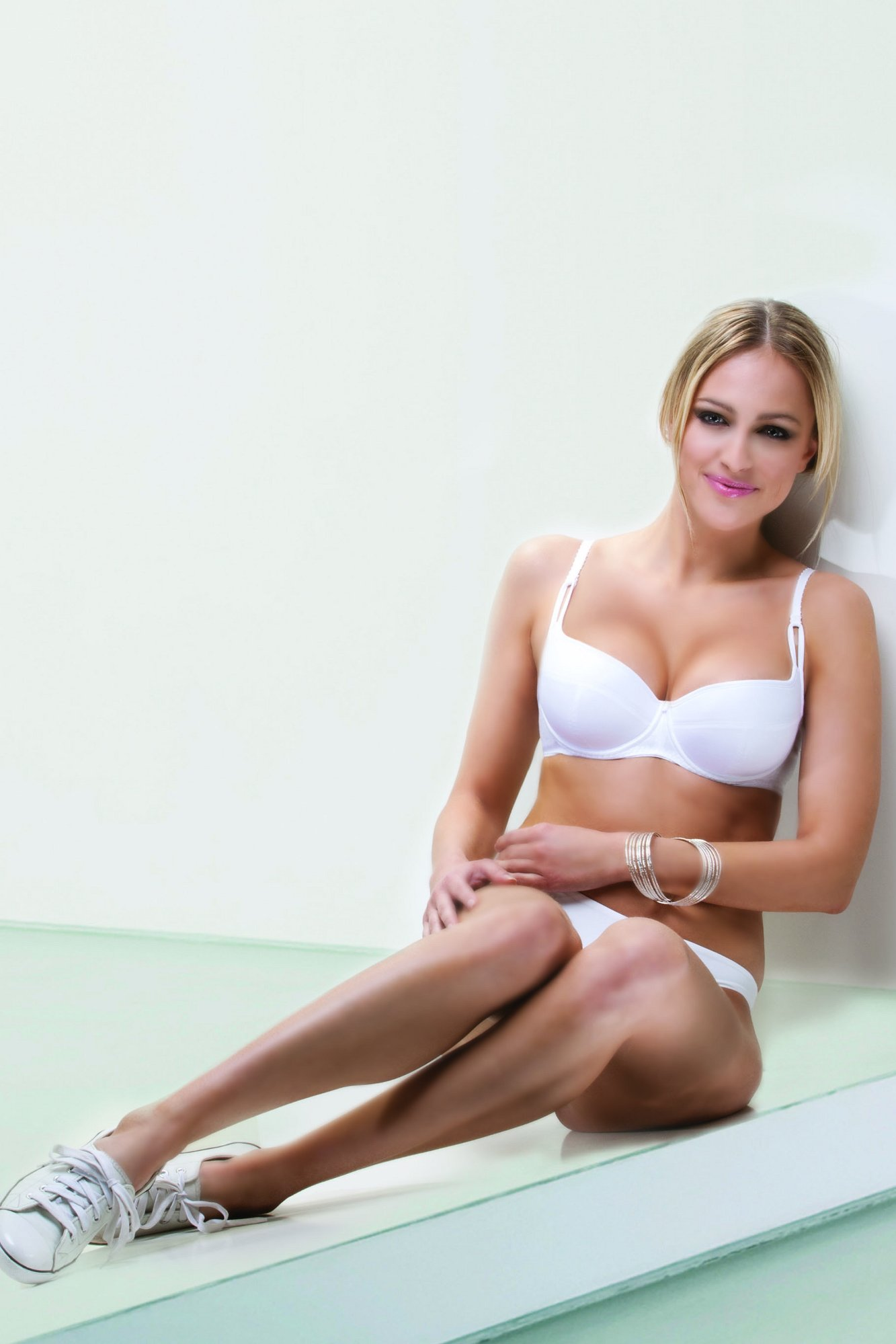
Modelka v podprsence s kosticemi TRIOLA 22000

Když Antonín Pařík se svým společníky, Josefem Džbánkem z Prahy a Jaroslavem Sobolem z Olomouce, založili v říjnu roku 1919 společnost Triola, vyráběli svoje „módní zboží“ na různých místech Prahy. Pronajali si např. starou továrnu na Balabence v Praze Libni. V ní se šily pánské košile, které se staly hlavním výrobním programem prvorepublikové Trioly. K výrobě „dámského módního prádla“ si společníci pronajímali výrobní prostory v Praze i mimo ni. Název Triola vymyslela manželka Antonína Paříka, paní Rudolfa. Stalo se tak jednoho svátečního rodinného odpoledne, když její muž nahlas přemýšlel o tom, jak nazvat nově vzniklou firmu. Jeho žena mu tehdy poradila: „Tři společníci tvoří triolu" a hned si začala zpívat.
Těsně před Vánoci, 23. prosince 1919, zaregistroval Krajský soud obchodní v Praze Triolu jako společnost s ručením omezeným „na výrobu veškerého pánského a chlapeckého prádla i prádla pro dámy“. Kmenový kapitál společníků činil 300 000 korun československých. Triola zaměstnávala při svém založení cca 40 dělníků. 
V roce 1922 se Triola přeměnila na akciovou společnost, a tím splnila nutnou podmínku pro získání dalšího kapitálu. Během následujících deseti let hlavní akcionáři, Antonín Pařík, Josef Džbánek a Jaroslav Sobol, vytvořili z Trioly úspěšnou českou značku a firmu, která začala exportovat do evropských zemí. Její další rozvoj byl však limitován velikostí a kvalitou pronajatých výrobních prostor. Tempu jejího růstu nepomohlo ani zřízení menších pobočných závodů v Praze a na Šumavě. Kolem roku 1930 se stal Antonín Pařík majoritním akcionářem Trioly a jako její ředitel se začal připravovat na splnění svého velkého životního snu – po vzoru Tomáše Bati vybudovat v Praze moderní továrnu s pásovou výrobou. 
Na jaře roku 1932 se začalo se stavbou nové budovy Trioly v Praze 8 v Drahobejlově ulici č. 29. A již 2. ledna roku 1933 v ní byl zahájen provoz. Moderní a účelně postavená průmyslová budova s celkovou plochou 3000 m² v šesti patrech z železobetonu a skla nabízela dostatek místa a světla. Pozoruhodná byla a stále je konstrukce 5. patra, překlenutá železobetonovou skořápkovou klenbou. Budova byla opatřena elektrickým nákladním i osobním výtahem, dále běžícím pásovým systémem s transportéry a vhozy, kde na jednom konci byla rozstříhaná látka a na druhém se objevily již hotové výrobky. Ve 30. letech zaměstnávala Triola 300 dělníků a dělnic a exportovala téměř do všech evropských i mnoha zámořských států. V Drahobejlově ulici sídlila Triola až do znárodnění, kdy se sídlo společnosti a nejlepší šicí dílny přejmenovali na Timo. Timo ve svém prvorepublikovém sídle zůstalo až do roku 2018, kdy veškerou výrobu přesunulo do výrobního areálu v Litoměřicích.
Ještě v dubnu 1947 udělil prezident republiky, Eduard Beneš, akciové společnosti Triola Veřejné uznání. O rok později musel Antonín Pařík „svůj dobře prosperující sen“ odevzdat komunistické samosprávě. 

### Zestátnění – kvantita zvítězila nad kvalitou
V průběhu 40 let budování socialismu se Triola stala národním i státním podnikem, vyráběla prádlo, košile, pyžama, ložní prádlo i konfekci. Dokonce byla na krátký čas přejmenována na Panar (Průmysl prádla), aby se vymazala spojitost nové socialistické výroby s prvorepublikovým původem. V 60. letech se znovu začal používat název Triola. Před privatizací v 80. letech minulého století měl tehdejší státní podnik Triola, který sdružoval výrobu veškerého prádla i konfekce, dvacet výrobních závodů, dvě střední učiliště a asi 7500 zaměstnanců. 

### Privatizace – zhodnotila cenu značky
Při privatizaci v 90. letech minulého století nastaly v historii značky i firmy tři paradoxy:
- Původní Triola, značka i továrna v Drahobejlově ulici, nebyly vráceny rodině zakladatele.
- Při dělení socialistického podniku Triola (s 20 závody) nebyly původní značka a továrna Triola privatizovány spolu, ale odděleně v rámci různých privatizačních projektů.
- Tak se stalo, že legendární značka Triola byla zprivatizována se čtyřmi mimopražskými textilními závody: v Kraslicích, Toužimi, v Plané u Mariánských Lázní a v Horním Jiřetíně. Závody sídlily ve starších areálech z 19. století a v porovnání s moderní funkcionalistickou budovou, postavenou v baťovském duchu Antonínem Paříkem, působily žalostně.
- Funkcionalistická výroba a nejmodernější výrobní areál v Litoměřicích byly privatizovány pod značkou Timo.

V 90. letech konkurence silných západních značek, příliv levného zboží z Asie, neznalost a nezkušenost managementu fungovat v konkurenčním prostředí způsobily, že značka a firma Triola se několikrát ocitly na hranici krachu. Měnily výrobní programy a často i majitele. 

## Současnost
Po další změně vlastníků v roce 2003 se Triola dostala do českých rukou a začala modernizovat a investovat. Soustředila se na ziskové činnosti, tj. na výrobu a prodej dámského spodního prádla a plavek. S jejich navrhováním a výrobou začala v roce 2005. K roku 2020 má Triola výrobní závod v Horním Jiřetíně, síť firemních prodejen v ČR a SR, prodává v eshopu a na dalších 300 místech. 

## NANO Medical s.r.o.
V roce 2016 založila Triola dceřinou společnost NANO Medical, s provozem v Liberci. Cílem byla výroba nanovlákených struktur pro zdravotnictví, kosmetiku i technické textilie.     

## Osvědčení užitného vzoru
Od roku 2005 byly originální fazóna č. 22000 a pět jejich modifikací chráněny zápisem u Úřadu průmyslového vlastnictví ČR. V roce 2006 získala firma jako první v oboru značku kvality Czech MADE. V letech 2008 a 2010 Triola toto ocenění kvality opětovně obhájila. V mezinárodním projektu 16 evropských států Dobrá značka získala dvakrát za sebou křišťálovou plaketu a titul Důvěryhodná značka. 